# 尊王公壇
尊王公壇，是位於臺灣臺南市中西區的雙忠廟。

## 沿革
建壇約在康熙雍正年間，與台北的尪公信仰皆源自福建泉州安溪，但在臺南並不見雙忠或尪公此稱。
起先由福建泉州安溪許姓人士攜帶香火，漸成居民信仰之中心，地方人士因而倡議鳩資去中國大陸恭迎神像來臺供奉。光緒五年（1879年），遷廟重建於今臺南市中西區友愛街，名為「尊王壇」，俗稱「尊王公壇」，成為南廠保安宮角頭廟之一。
臺灣日治時期因市區改正，1923年遷廟至台南市新町一丁目三十八番地（約現今海安路）。後再因海安路開闢，再移至海安路69號。
1990年，台南市政府欲寬拓海安路，廟務管理人顏森戟與北頭里里長薛陞海及信眾多方奔走，取得台南仁愛之家同意承租建廟權，廟址遷移至現址尊王路上。